# Georg Utz (Politiker)

Georg Utz

Karl-Georg Utz (* 14. April 1901 in Ansbach; † 21. Februar 1939 in Stuttgart) war ein deutscher Politiker (NSDAP) und SA-Führer.

## Leben
Utz besuchte nach der Volksschule in Ansbach die staatliche Fachschule für Maschinenbau und Elektrotechnik in Ansbach. Von 1917 bis 1921 arbeitete er in mechanischen Werkstätten und technischen Büros in Nürnberg und wieder in Ansbach. Danach war er bis 1924 als Freiwilliger bei der Reichswehr. Nach seiner Entlassung arbeitete er wieder bis 1933 in seinem ursprünglichen Beruf. Zuletzt war er Techniker bei den Dornier-Metallbauten GmbH in Friedrichshafen.
Utz war ab 1925 im Bund Oberland, dem er bis 1927 angehörte. In dem Jahr trat er der NSDAP (Mitgliedsnummer 66.990) bei. Am 1. Mai 1931 wurde er zum SA-Führer ernannt und dem SA-Sturm 14/120 (Friedrichshafen) vorangestellt. Von Januar 1933 an war er Inhaber eines Buchladens, den er bis zu seiner Übernahme in den hauptamtlichen SA-Dienst im März 1934 führte. Danach war er bis zum 14. Oktober 1935 mit der Führung der SA-Standarte 143 (SA-Gruppe Südwest), die er seit seiner Ernennung zum SA-Standartenführer am 20. April 1935 geleitet hatte. Ab dem 15. Oktober 1935 übernahm er die Führung der SA-Standarte 114. Während dieser Zeit war er ab April 1937 Ratsherr der Stadt Konstanz. Beide Posten verließ er im November 1937, als er  Personalreferent der SA-Gruppe Südwest in Stuttgart wurde. Am 30. Januar 1938 wurde er zum SA-Oberführer befördert. Von April 1938 bis zu seinem Tod am 21. Februar 1939 war er zudem für den Wahlkreis 31 Mitglied im nationalsozialistischen Reichstag. Nach seinem Tod wurde Erich Hagenmeyer sein Nachfolger.